# Lorenzo Offermann
Lorenzo Offermann (Verviers, 10 januari 2002) is een Belgisch voetballer.

## Carrière
Offermann genoot zijn jeugdopleiding bij KAS Eupen. Op 16 januari 2022 maakte hij zijn profdebuut: op de 22e competitiespeeldag liet trainer Stefan Krämer hem tegen Cercle Brugge in de 72e minuut invallen voor Jérôme Deom. In het begin van het seizoen 2022/23 mocht Offermann, die begin juni 2022 zijn aflopende contract verlengde tot medio 2023, tweemaal kort invallen van trainer Bernd Storck.
In de zomer van 2023 testte de transfervrije Offermann bij Club Luik eb URSL Visé, maar tot een samenwerking kwam het niet.

## Clubstatistieken
| Seizoen         | Club            | Land            | Competitie      | Competitie | Competitie | Beker | Beker | Supercup | Supercup | Europees | Europees | Totaal | Totaal |
| Seizoen         | Club            | Land            | Competitie      | Wed.       | Dlp.       | Wed.  | Dlp.  | Wed.     | Dlp.     | Wed.     | Dlp.     | Wed.   | Dlp.   |
| --------------- | --------------- | --------------- | --------------- | ---------- | ---------- | ----- | ----- | -------- | -------- | -------- | -------- | ------ | ------ |
| 2021/22         | KAS Eupen       | Vlag van België | Eerste klasse A | 1          | 0          | 0     | 0     | —        | —        | —        | —        | 1      | 0      |
| 2022/23         | KAS Eupen       | Vlag van België | Eerste klasse A | 2          | 0          | 0     | 0     | —        | —        | —        | —        | 2      | 0      |
| Carrière totaal | Carrière totaal | Carrière totaal | Carrière totaal | 3          | 0          | 0     | 0     | 0        | 0        | 0        | 0        | 3      | 0      |

Bijgewerkt op 27 september 2023.